# Újhegy
Ne doit pas être confondu avec Újhegy (Pécs).

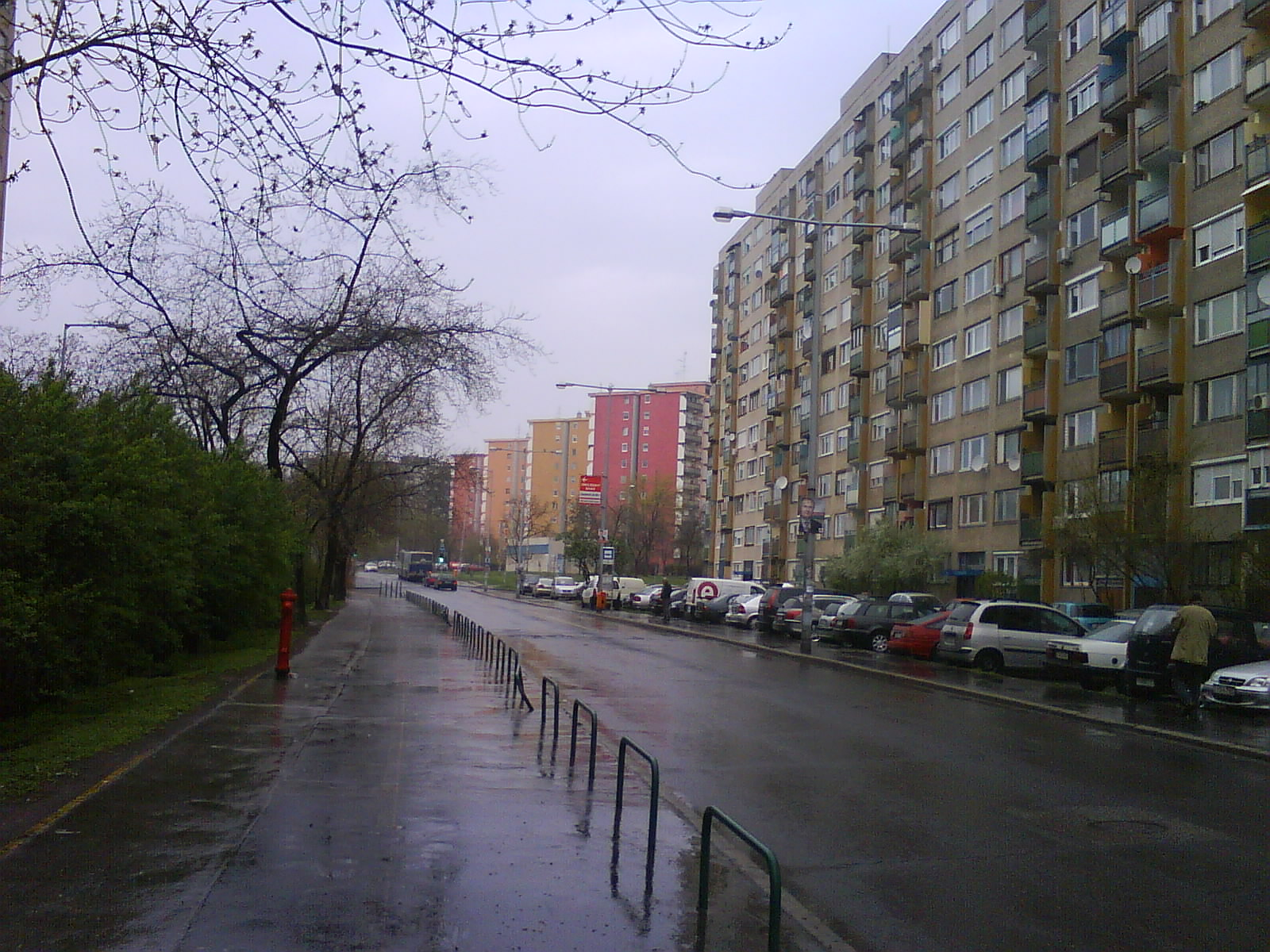

Újhegy est un quartier situé dans le 10e arrondissement de Budapest. 